# Гуго Сен-Викторский
Гуго Сен-Викто́рский (фр. Hugues de Saint-Victor, лат. Hugo de Sancto Victore; 1096, Саксония — 1141, Париж) — французский философ

-схоластик, богослов, писатель

 и педагог. Главный представитель средневекового философского течения, сочетавшего религиозную мистику с умозрительным мышлением.

## Биография
Происхождение его является предметом дискуссии, по одним данным, он являлся выходцем из Лотарингии, по другим, из окрестностей Ипра во Фландрии, согласно же поздним биографам, родился в Саксонии в маноре Хартингхам и происходил из рода графов Бланкенбургских, а его дядей был Рейнхард фон Бланкенбург, епископ Хальберштадтский (1107—1123).
Начальное образование получил в Хаммерслебенском монастыре Св. Панкратия близ немецкого города Хальберштадта, став там регулярным каноником, затем отправился в путешествие со своим дядей-епископом, побывав во Фландрии, Лотарингии и Франции, посетив, в частности, аббатство Сен-Виктор в Марселе, пока, наконец, не осел в 1118 году в Париже, ставшем к тому времени центром философско-теологического образования Западной Европы.

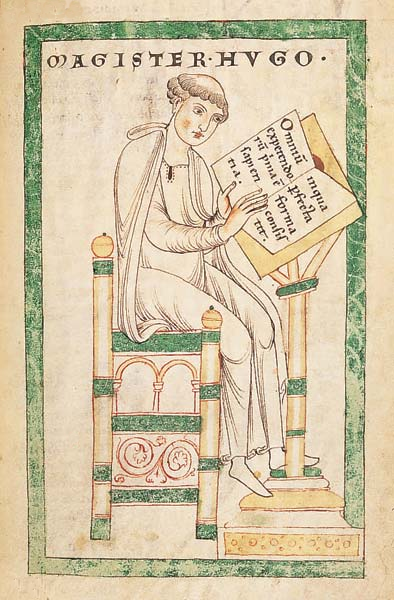
Магистр Гуго Сен-Викторский
Миниатюра рукописи XIII века
Библиотека Лейденского университета

Около 1115 года обосновался в располагавшемся в парижском предместье аббатстве Сен-Виктор, где находилась одноимённая философская школа, созданная Гильомом де Шампо. Изучив под руководством последнего схоластические науки, он начиная с 1125 года стал преподавать их сам. Вёл преподавание по собственной методике, сочетавшей глубокое изучение светских наук с ориентацией студентов на поиск духовного смысла и соответствия принципам духовной жизни каждой из них. Со временем стал наиболее знаменитым представителем этой школы, а в 1133 году сделался её главой. С 1139 года занимал также должность кардинала епархии Фраскати вместо Жилона Парижского. Был дружен и вёл переписку с Бернаром Клервосским.
О смерти Гуго известно из сообщения Осберта, заведующего госпиталем Сен-Викторского аббатства, позже занимавшего должность настоятеля монастыря Нотр-Дам в Нормандии, который рассказывает, как он причастил учёного на смертном одре. Вскорости после смерти Гуго его мощам стали приписывать чудеса, привлекавшие многих паломников, и со временем он сделался местночтимым святым. После упразднения в годы Великой Французской революции самого аббатства и разрушения в 1798 году соборной церкви могила его была утрачена.
За свои энциклопедические познания, немалую эрудицию и богословскую образованность Гуго заслужил почетный титул «Второго Августина». Его девиз: «Изучай все! Позже ты увидишь: ничего не лишне».

## Сочинения
Автор многочисленных богословских («О таинствах христианской веры», «О суетности мира», «О задатках души», «Описание небесной иерархии Св. Дионисия Ареопагита» и др.), экзегических («Предварительные замечания о церковных писателях и писаниях», «Пояснения к Пятикнижию», «Пояснения к книгам Царств», «Гомилии на Экклезиаста Соломона», «Толкование на Песнь блаженной Марии», «Толкование на молитву Господню» и др.) и дидактических («Описание карты мира», «О грамматике», «Практическая геометрия» и др.) трактатов.
Творчески переработав взгляды своих предшественников, включая Аврелия Августина, Псевдо-Дионисия Ареопагита, Беду Достопочтенного, Рабана Мавра, Ива Шартрского и Иоанна Скота Эриугену, Гуго выработал собственное богословское учение, с упором на символизм и мистицизм. Подобно своему непосредственному учителю Гильому из Шампо, Гуго не отрицал ценности научных знаний, как это делал Бернар из Клерво, и, считая их необходимой пропедевтикой, то есть введением в богословие, стремился доказывать существование Бога рассудочно-силлагистически, отдавая при этом, однако, предпочтение чувству над разумом, а внутреннему опыту — над внешним. Мышление в его учении остаётся ещё низшим по отношению к высшему экстатическому созерцанию Бога, которого, по его мнению, просто невозможно представить мысленно.

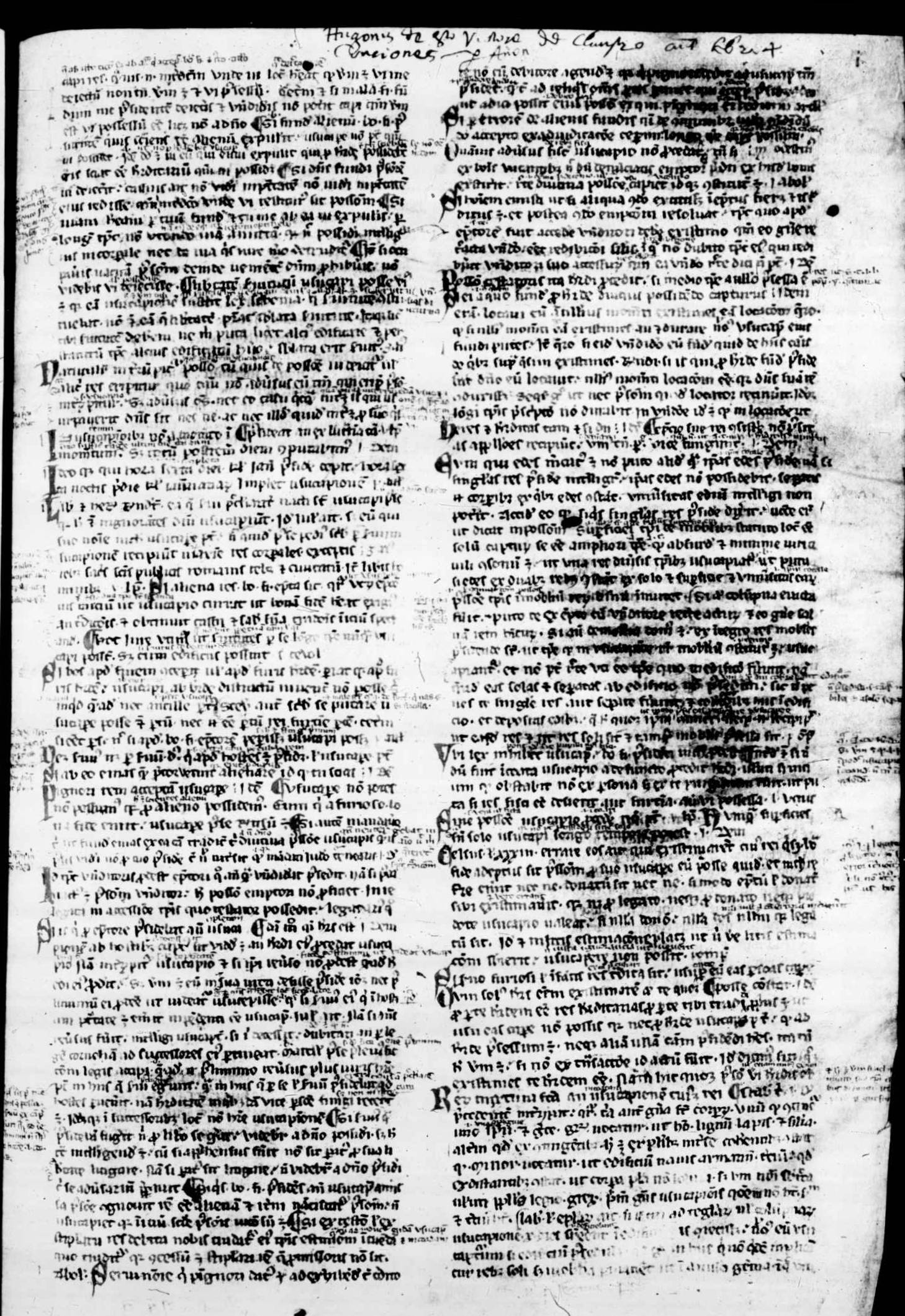
Лист рукописи «De claustro anime» Гуго Сен-Викторского из библиотеки собора Херефорда, XIV век

Самым известным философско-дидактическим сочинением Гуго Сен-Викторского является «Дидаскаликон, или Семь книг назидательного обучения» (лат. Didascalicon, или Eruditio didascalica), написанный в 1120-е годы. Этот труд резюмирует дидактическую литературу поздней античности и раннего Средневековья. Вобрав в себя основные достижения философской и дидактической мысли, он даёт стройное и краткое определение системы знаний и наук, способов и последовательности их освоения, связывая всё это с системой мира и со смыслом существования человека. «Дидаскаликон» по своему философскому содержанию — одно из наиболее характерных сочинений XII века. Поскольку средневековой философии был присущ дидактизм (задача состояла не только в познании истины, но и в передаче её другим), философия являлась схоластической, то есть школьной, и философские труды создавались в форме диалога между учителем и учеником. Поэтому Гуго Сен-Викторский при написании этого трактата поставил перед собой откровенно дидактическую цель — наставить учащихся в том, что, как и в какой последовательности читать, чтобы быстрее постигнуть искусства и науки. Чтение должно перемежаться с размышлениями и запоминанием прочитанного и услышанного от учителя. Рассказ о различных науках и искусствах он связывает с картиной мироздания, которая объясняет разнообразие знаний.
Систематизируя и классифицируя учебные дисциплины через умножение трёхчастных разделов, «Дидаскаликон», по сути, содержит грандиозный план реформы средневекового образования, отражавшей расширение горизонта схоластической науки относительно социального мира. Каркасом системы Гуго является иерархическая триада, отражающая три уровня сублимации материи. Первый составляют основанные на телесных действиях «механические искусства», включающие земледелие и ремесло, второй включает традиционный тривиум, грамматику, риторику и диалектику, третий — высшие науки, состоящие из двух «этажей»: «практических» этики, политики и экономики, и «теоретических» физики, математики и теологии. К примеру, высшая из практических наук — экономика — определяется Гуго как «Дверь, ведущая на родину человека. Там устанавливаются чины и звания. Там различаются обязанности и порядки, там людей, спешащих вернуться на родину, учат, как, сообразно их заслугам присоединиться к иерархии ангелов».
В богословском трактате «О таинствах христианской веры» (лат. De sacramentis christianae fidei), содержащем, по сути, «сумму теологии», Гуго излагает собственное представление об идеальной организации общества, основанной уже не на троичной, а бинарной системе, где, в соответствии с григорианскими представлениями, власть «земная», мирская, противопоставляется власти «божественной», духовной. У каждой из этих властей существует, по его утверждению, семь степеней (лат. gradus) и семь порядков (лат. ordinis). Но всё это многообразие, по словам Гуго, не приводит к раздробленности, поскольку объединено двуединством природы самого человека: «Две стороны распределены обе под одной главой; они как бы выведены из одного основания и соотнесены с одним и тем же… Два порядка, мирян и клириков, связаны в единообразии, как две стороны одного тела». При этом, однако, духовной власти отдаётся предпочтение, поскольку, в отличие от мирской, она располагается справа; миряне же слева, в области ущербного, подчинённого.
В трактате «О трех днях» (лат. De tribus diebus), ранее публиковавшемся в качестве 7-й книги «Дидаскаликона», Гуго, рассматривая различные способы познания Бога через творение, излагает учение о «трёх днях», символизирующих стадии духовной жизни человека, озаряемой божественным Светом. Трактат «О тайнах естественного и писаного закона» (лат. De sacramentis legis naturalis et scriptae) представляет по своей форме диалог между учителем и учеником об основных христианских догматах: сотворении мира, творении человека, его грехопадении и путях к спасению. В небольшом трактате «О четырех волях во Христе» (лат. De quatuor voluntatibus in Christo) Гуго рассматривает вопрос о соотношении божественной и человеческой воли в едином лице Христа. Трактат «О мудрости души Христа» (лат. De sapientia animae Christi), написанный в ответ на письмо Вильгельма из Мортани, посвящён рассмотрению вопроса о том, обладала ли человеческая душа Спасителя божественной мудростью, трактат «О девстве блаженной Марии» (лат. De beatae Mariae virginitate) содержит традиционные обоснования непорочности Богоматери, а в труде «О пяти седмицах» (лат. De quinque septenis), излагается с опорой на Священное писание учение о семи смертных грехах, семи главных добродетелях, семи блаженствах, семи дарах Святого Духа и семи прошениях молитвы Господней.
Латинская «Хроника» (лат. Chronica) Гуго Сен-Викторского является, по сути, учебным пособием по всемирной истории и излагает события от сотворения мира до шестого года понтификата папы Гонория II (1124—1130) и 15-го года правления германского короля Генриха V (1106—1125). Она состоит не из погодных статей, а из отдельных хронологических таблиц, а также исторических справок об известных странах и городах, с приложением списков имен исторических деятелей и выдающихся историков прошлого. Полностью «Хроника» никогда не издавалась, но большая её часть, включая пролог, перечни пап и императоров и «Карту мира» (лат. Mappa mundi), опубликована в 1879 году в виде отдельных фрагментов в 24 томе «Памятников германской истории» (Monumenta Germaniae Historica).
Трудно переоценить значение учения Гуго Сен-Викторского для последующей богословской традиции Средневековья, особенно в вопросах догматики, экзегетики и мистики. Помимо представителей самой его школы вроде Ашара, Ришара, Вальтера, Адама, Годфруа, Андрея и Фомы Сен-Викторских, влияние его взглядов прослеживается в сочинениях Роберта Мелунского, Иоанна Корнуоллского, Александра Гэльского, Альберта Великого, Бонавентуры, Фомы Аквинского, Иоанна Дунса Скота и др. схоластиков.
Лучшим изданием сочинений Гуго, частично напечатанных ещё в 1518 году в Париже, долгое время считался сборник «Каноны Сен-Виктора», выпущенный в 1648 году в Руане, но в дальнейшем выяснилось, что наряду с подлинными, он включает немало сомнительных и ошибочно приписанных Гуго трудов. Тем не менее, в 1854 году он с небольшими изменениями был переиздан в Париже учёным аббатом Ж. П. Минем в томах CLXXV—CLXXVII «Patrologia Latina». Это ненадёжное издание предпочтительно использовать лишь вместе с более исправными публикациями Ж.-Б. Оре: «Hugues de St-Victor et l’edition de ses œuvres» (Париж, 1859) и «Les Œuvres de Hugues de Saint-Victor: Essai Critique»(Париж, 1886), содержащими массу необходимых исправлений и дополнений. Наиболее авторитетная научная публикация «Дидаскаликона» была подготовлена в 1969 году к изданию в Париже Мишелем Лемуаном, и в 1991 году там же переиздана.

## Память
Упоминается Данте Алигьери в «Божественной комедии», в разделе «Рай».

## Издания
- Гуго Сен-Викторский. Семь книг назидательного обучения, или Дидаскаликон / Пер. с лат. Ю. П. Малинина // Антология педагогической мысли христианского Средневековья. — Том 2. — М., 1994.
- Гуго Сен-Викторский. Дидаскаликон / Пер. с лат. А. А. Клестова. — СПб.: Петроглиф, 2016. — 336 с. — ISBN 978-5-98712-671-4.
- Гуго Сен-Викторский. О созерцании и его видах: о пяти способах познания Бога / Пер., прим. и послесловие М. А. Гарнцева // Знание за пределами науки. — М., 1996. — С. 304—314.